# Mathieu Belloir
Mathieu Belloir (22 april 2000) is een Franse langebaanschaatser en skeeleraar. Op de Europese Kampioenschappen 2023 in Hamar werd hij 10e in het eindklassement.

## Persoonlijk
Mathieu Belloir heeft de ziekte Hemofilie. Verder is zijn jongere broer Martin eveneens actief als schaatser.

## Records

### Persoonlijke records
| Afstand    | Tijd    | Datum            | Baan           |
| ---------- | ------- | ---------------- | -------------- |
| 500 meter  | 37,23   | 16 december 2023 | Inzell         |
| 1000 meter | 1.14,40 | 23 oktober 2020  | Inzell         |
| 1500 meter | 1.44,91 | 27 januari 2024  | Salt Lake City |
| 3000 meter | 3.53,22 | 19 februari 2022 | Inzell         |
| 5000 meter | 6.32,75 | 21 december 2024 | Inzell         |

(laatst bijgewerkt: 1 januari 2025)

## Resultaten
| Jaar | EK Allround            | EK Afstanden                              | WK Afstanden                   |
| ---- | ---------------------- | ----------------------------------------- | ------------------------------ |
| 2022 |                        | 15e massastart                            |                                |
| 2023 | NC10 (7e, 12e, 11e, -) |                                           |                                |
| 2024 |                        | 14e 1500m 18e massastart 5e achtervolging | 9e massastart 8e achtervolging |
| 2025 | NS3 (15e, 14e, NS, -)  |                                           | 23e massastart                 |

(#, #, #, #) = afstandspositie op allroundtoernooi (500m, 5000m, 1500m, 10000m).